# Hron
De Hron (Hongaars: Garam, Duits: Gran) is een 298 km lange linkerzijrivier van de Donau en na de Váh de langste rivier van Slowakije. Ze vloeit van haar bron in het Lage Tatragebergte (onder de berg Kráľova hoľa)  door Centraal- en Zuid-Slowakije om uit te monden in de Donau bij Štúrovo en Esztergom (Hongarije). Grote steden aan de Hron zijn Brezno, Banská Bystrica, Sliač, Zvolen, Žiar nad Hronom, Žarnovica, Nová Baňa, Tlmače, Levice, Želiezovce en Štúrovo.
De naam van de rivier werd voor het eerst opgetekend in het jaar 170, toen de Romeinse keizer Marcus Aurelius zijn Meditaties schreef aan de rivier, toen Granus genoemd.
- Gemeinsame Normdatei: 4213892-9
- Nationale Bibliotheek van Tsjechië: ge501765
- Virtual International Authority File: 236424256